# 옥수수 수확기

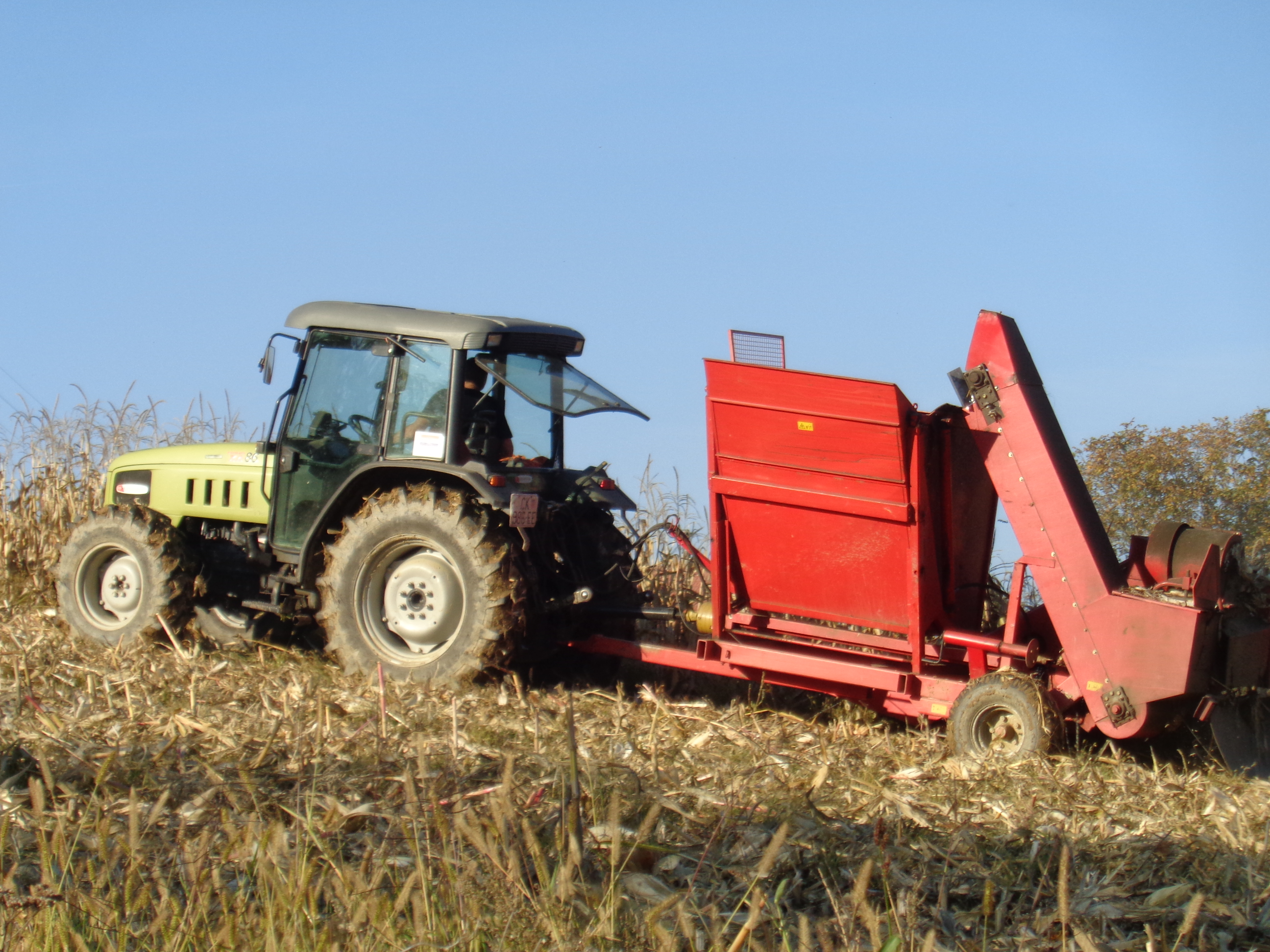

옥수수 수확기(-收穫機)는 옥수수를 가축사료로 수확하는데 사용되는 기계이다. 예취부에서 예취하기 쉽게 모아 줄기를 절단한 후 불어 올리거나 또는 집속하는 방식으로 수확한다.